# Empis frontalis
Empis frontalis är en tvåvingeart som beskrevs av Daniel William Coquillett 1903. Empis frontalis ingår i släktet Empis och familjen dansflugor. Inga underarter finns listade i Catalogue of Life.